# イル川 (フランス)
イル川 （イルがわ、Ill）は、フランス、アルザスの平野部を流れる川。オー＝ラン県、バ＝ラン県を流れる、ライン川の主要な支流の1つである。イル川という名称はアルザスの語源となっている。ドイツ語表記のエルザス（Elsass）は、『イル川の流れる土地』（Pays de l’Ill）を意味している。

## 地理
川の全長は223kmである · 。ジュラ山脈のヴィンケルと、リグスドルフにあるカルスト泉を水源とする。この2つが合流するのは東のフェレットにおいてである。イルフュルトにおいて、ラルグ川が合流する。イル川は北に向かって分岐し、ストラスブールを流れ、ガンブスアイムにてライン川に合流する。
流域にはアルトキルシュ、ミュルーズ、コルマール、セレスタ、ストラスブールがある。
ミュルーズにおいては、かつてイル川は2つの流れに分かれて間に小さな島があった。伝承によれば、島にはミュルーズ市が水車を建てていたという。中世には、都市と城外を隔てるため、城壁の堀にイル川から水を引き込んでいた。
ミュルーズに入ると、その流れはドレール川につながる放水路に向けて流れ、ミュルーズ旧市街を洪水の恐れから守っていた。エルスタンでは、イル川は放水路や、ストラスブールに入るところで流量を調節する引き込み水路につなげられた。川はいくつかの流れに分けられ、有名な観光地であるストラスブールのプティット・フランス地区の眺めをつくっている。河岸には、ビストロ、レストラン、ナイトクラブが立ち並ぶ。
アルザスのコミューン4つが、イル川にちなんだ名称を持つ。イルキルシュ＝グラフェンスタデン、イルフュルト、イラウゼルン、イルザックである。